# محمد عبدالحلیم
محمد عبدالحلیم (عربی: محمد عمر عبد الرحيم عبد الحليم؛ زادهٔ ۲۴ سپتامبر ۱۹۸۲) بازیکن فوتبال اهل اردن بود.
از باشگاه‌هایی که در آن بازی کرده‌است می‌توان به باشگاه فوتبال الاهلی (منامه) اشاره کرد.
وی همچنین در تیم ملی فوتبال اردن بازی کرده‌است.